# Crucifijo de bronce (Donatello)

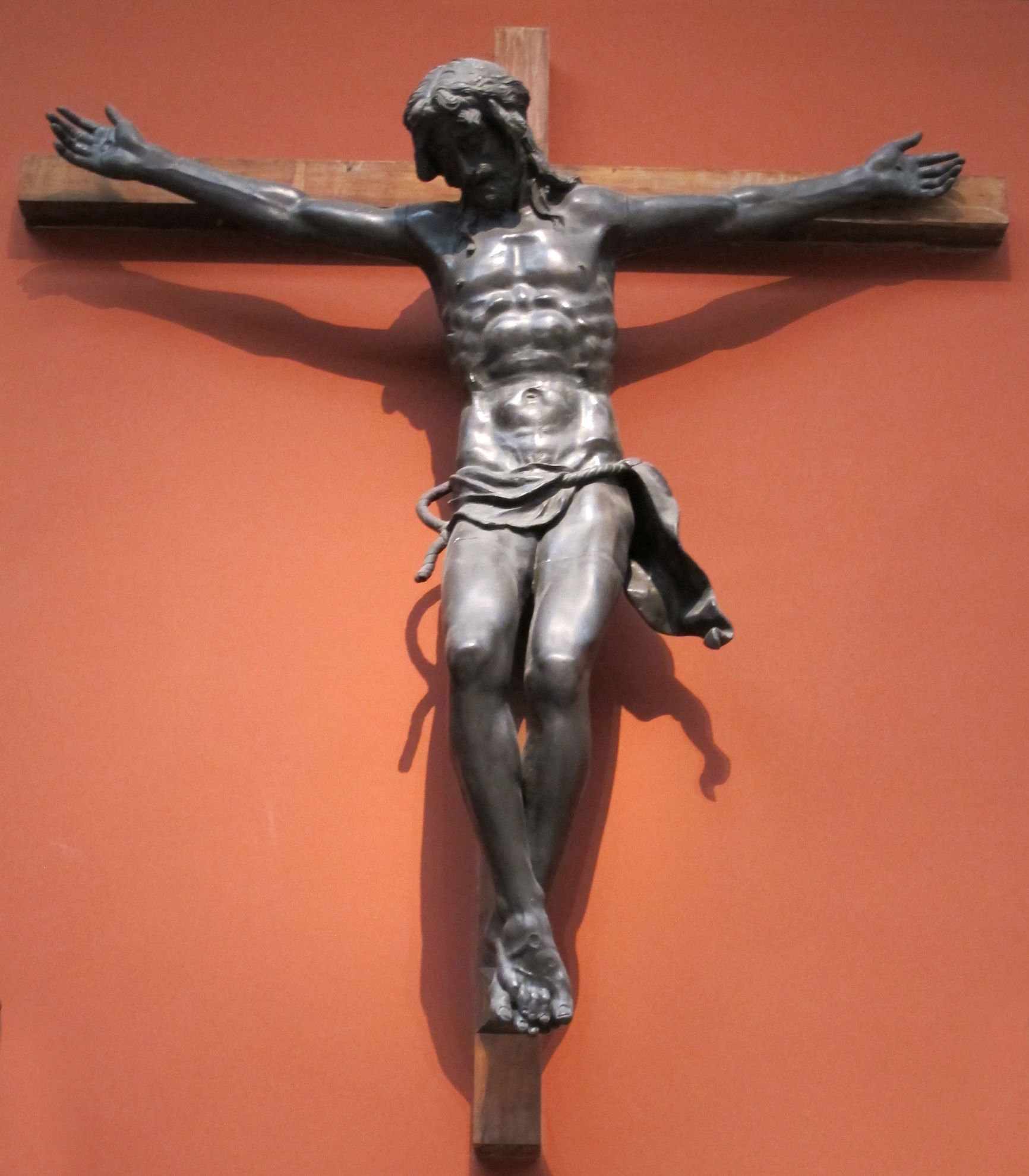
Copia en el Museo Pushkin, Moscú.

El crucifijo de bronce  es una escultura de Donatello situada en el altar mayor de la basílica de San Antonio de Padua en Padua. Tiene un tamaño de 180 x 166 cm y fue construido entre 1444 y 1447. 

## Historia
La obra fue probablemente el primer gran encargo de Donatello en Padua. La propuesta le debió de ser muy atractiva, para poder trabajar con la dificultad y el costoso bronce, que hizo partir a Donatello de Florencia a Padua en 1443. 
Se conoce la historia del proyecto: en 1444 adquirió la cera para realizar el modelo, en 1449 se pagó la última cuota del pago del artista y en 1467 la obra fue expuesta en la basílica. El crucifijo no fue, probablemente, ejecutado para su colocación en el altar mayor ya que se añadió bastantes años después. Se cree que su ubicación inicial era para el centro del coro que se construyó por la misma época. 
La escultura fue muy apreciada, por lo que, a partir del 1446, los comitentes decidieron encargarle un trabajo más importante a Donatello, la realización del altar mayor, en el cual estuvo laborando hasta 1450.

## Descripción
El único trabajo en bronce fundido por el artista de esta magnitud hasta ese momento, había sido el San Luis de Toulouse, en 1423-1425 para Orsanmichele. Donatello originariamente había creado una figura desnuda, tal vez con un perizoma textil, pero en la época del barroco se le añadió un paño de pureza de bronce. 
La figura de Cristo está modelada con gran atención en la anatomía, las proporciones y la intensidad de expresión, con una talla efectuada con un grave corte donde se aprecia la perfecta y armoniosa musculatura del cuerpo. Inclina la cabeza ligeramente hacia el lado derecho y está realizada minuciosamente modelada hasta el más mínimo detalle, con la apreciación del extremo sufrimiento. Los ojos se encuentran profundamente hundidos, la boca entreabierta como en el momento de la última exhalación. 
Pero este crucifijo de Padua, evita totalmente el realismo exagerado de la Cruz "campesina" tallada en su juventud. Crea en esta de bronce, una figura atemporal, que respeta, a diferencia del crucifijo de Florencia, los cánones clásicos de la escultura antigua.